# Malamut de Alaska
Malamutul de Alaska este una din rasele canine cele mai vechi și mai pure din punct de vedere genetic pe linia descendenței din lupul ancestral. ADN-ul acestor câini dovedește că a fost domesticit de către om cu mai bine de 4500 de ani în urmă. Se încadrează în grupa așa numiților "câini primitivi" din care fac parte toate rasele de tip Spitz. Grupurile umane care au migrat către nordul extrem și au reușit să se adapteze condițiilor din acele zone prea puțin primitoare au interacționat cu acești câini și i-au integrat în activitățile lor specifice, cu roluri dintre cele mai importante pentru supraviețuirea și dezvoltarea comunității.

## Istoric rasă
A fost dezvoltat în cadrul unui trib Inuit din Alaska numiți Mahlemuti. Doreau un câine mare, puternic pentru a trage sania, dar care nu era foarte rapid, ci mai degrabă un câine greu potrivit pentru tracțiune. După ce oamenii albi s-au instalat în Alaska, acești câini au început să fie folosiți pentru vânătoare.

Conform teoriei migrației grupurilor umane, inuiții au fost probabil primii reprezentanți ai speciei Homo Sapiens care au pășit pe pământ american, traversând Oceanul pe fâșia de uscat expusă de ultima Glaciațiune ce unea Asia de America de Nord. Se pare că în marea lor călătorie singurele animale domesticite care-i însoțeau erau câinii din rasa denumită în prezent Malamut de Alaska. Chiar numele rasei derivă din denumirea unui trib local Mahlemuits/Malamut. Rolul acestor câini era complex, ei însoțindu-i pe vânători, intervenind pentru paza taberelor și, cel mai important, dovedindu-se cărăuși excelenți, tractând cu succes săniile cu materiale. Aceste animale deosebite au intrat în atenția publicului larg relativ târziu, doar după ce primele expediții mai de amploare au explorat spațiile largi din friguroasa Alaska și au interacționat cu triburile de indigeni. O evidențiere puternică s-a produs în timpul Marii Goane după Aur care a bântuit teritoriul regiunii Alaska la finalul secolului al XIX-lea (Klondike Gold Rush, 1896). Coloniștii sosiți pentru a se îmbogăți au descoperit valențele de câine de muncă ale acestei rase și au încercat, mai apoi, să obțină prin încrucișări succesive, exemplare ameliorate. Dar, în principiu, rasa a rămas nealterată, grație bagajului genetic puternic. Persoanele mai puțin inițiate fac de obicei confuzie între rasa Malamut de Alaska și Husky Siberian, dar deosebirile sunt semnificative. Nu se poate susține că este destinat cu predilecție curselor sportive (de sănii), ci se remarcă mai degrabă ca un muncitor predestinat, harnic, rezistent și foarte tenace. Nu strălucește prin viteză, ci este imbatabil la capitolul anduranță. Încă este destul de folosit la tractarea săniilor în comunitățile care trăiesc în preajma Cercului Arctic, dar, în prezent, rolul său predilect în comunitățile care l-au adoptat este de animal de companie.

## Descriere fizică

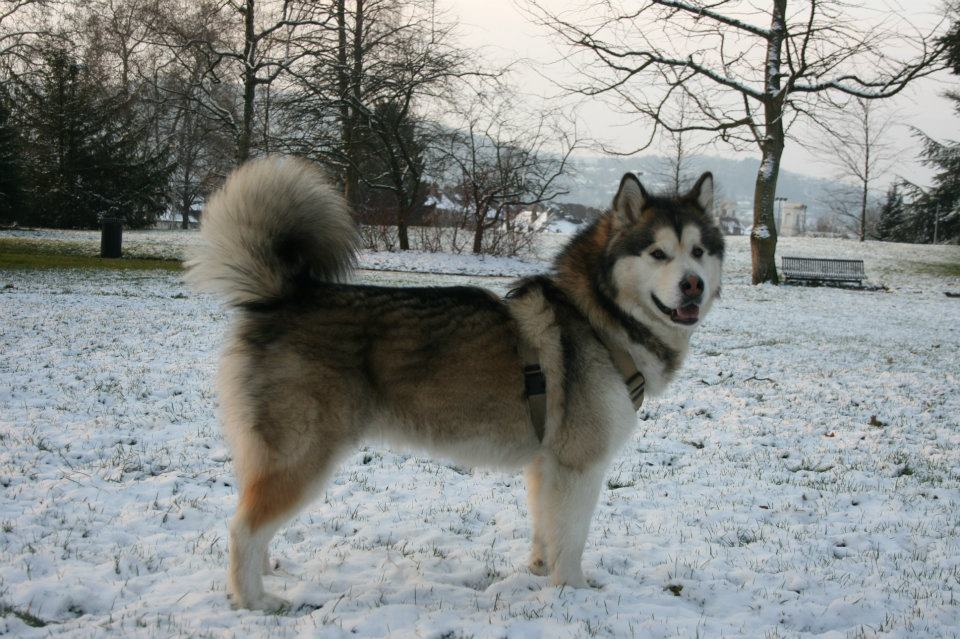
Un Malamut de Alaska are o blană mult mai stufoasă iarna.

Este un câine de talie medie spre mare, robust, musculos, cu membre puternice terminate în labe late care îi permit să se deplaseze pe zăpadă fără să se afunde. Capul este lat, ușor rotunjit între urechi, botul este bine conturat, puternic, iar nasul poate fi alburiu, negru sau maroniu. Ochii sunt migdalați, de mărime medie, chihlimbarii, iar urechile sunt mici, triunghiulare, distanțate, cu vârfurile rotunde și în poziție erectă. Coada este potrivit de lungă, stufoasă și purtată pe spate, așa cum se observă la câinii Spitz. Blana este voluminoasă, termoizolatoare, dublă, cu un prim strat pufos des de max. 5 cm și un strat exterior format dintr-un păr aspru, gros, foarte des și mai lung în partea posterioară a corpului.

## Personalitate
Când avem în vedere câinele rasa Malamut de Alaska ne referim la un animal foarte rezistent, energic, inteligent, dar adesea, mai ales dacă avem în vedere masculii, încăpățânat, dominant și cu o gândire proprie. Socializează ușor cu străinii, deci nu este recomandat în rol de câine de pază. Se înțelege bine cu copiii și se va integra bucuros în joaca acestora, mai ales la vârsta junioratului. Preferă o anume libertate de decizie, în mediul din care provine acestui câine îi este respectată libertatea la încheierea activității, fiind lăsat să "hălăduiască" în jurul corturilor (iglu-urilor). Colaborează bine cu alți câini, fiind obișnuit să se integreze în echipă. Uneori masculii pot etala atitudini agresive în prezența altor câini masculi. Sunt dominanți și au un puternic instinct ierarhic. Sunt independenți și mândri, au o foarte bună memorie a terenului.

## Îngrijire și sensibilitate la boli
Malamut de Alaska năpârlește consistent în perioadele specifice și, cum este predestinat unui climat mai răcoros, pierde în mod regulat păr în arealurile mai calde. Periajul regulat, cu o frecvență de minim 2 ori pe săptămână este foarte necesar în cazul acestei rase, dacă nu doriți un mediu ambiental infestat de fire de păr. Îmbăierea nu se recomandă foarte des, Malamut de Alaska reușind să-și mențină o stare de curațenie bună pentru perioade lungi de timp, mai ales în sezonul rece. Ca toți câinii nordici, nu exhală mirosul specific identificat la alte rase de câini.
Din punct de vedere statistic sunt apreciate ca animale puternice și sănătoase. În corelație cu specificul activităților dominante din trecut, ca și câini de ham, prezintă o sensibilitate peste medie în cazul displaziei de șold și de umăr (mai ales dacă nu provin din linii de selecție corecte). La exemplarele care depășesc vârsta de 10 ani, un impact major (36%) îl au diferitele forme de cancer. Alte implicații de ordin medical: cataracta (dobândită ereditar în cele mai multe cazuri), atrofia retinală, afecțiuni ale inimii, polineuropatia.

## Condiții de viață
Vara, acești câini au nevoie de adăpost umbros pentru a evita supraîncălzirea și le sunt recomandate activități precum înotul în râuri sau lacuri, pentru a se răcori eficient. Malamut este un câine dependent de sezonul rece, veți observa o stare de intensă bucurie care-l va copleși odată cu prima ninsoare și răcirea vremii. Adesea acești câini se comportă letargic pe durata sezonului cald, preferând să rămână inactivi, de aceea au nevoie de activități care să le suscite interesul și pe parcursul cărora să se poată răcori eficient.

## Dresaj
Exercițiile de dresaj trebuie conduse de o persoană cu experiență care să înțeleagă caracterul și temperamentul particular al acestui animal. Malamutul de Alaska nu a fost obișnuit să-și însușească prea multe elemente de dresaj în afara celor privind disciplina constituirii atelajului și, parțial, comenzi de coordonare în cadrul vânătorii. Se pare că succesul unei foarte îndelungate și rodnice conviețuri și colaborări dintre câinii Malamut de Alaska și popoarele innuite a constat exact în această dozare atentă a interacțiunii și influenței dinspre om spre animal. Indigenii au știut mereu să-și arate respectul față de acest animal și să-l capaciteze doar în cele mai importante momente. Sunt câini inteligenți și au o foarte bună intuiție, dar preferă să selecteze ceea ce li se cere. Pentru rezultate bune trebuie să beneficieze de un dresaj ferm, echilibrat, consecvent și variat căci sunt dotați pentru a rezolva probleme. Malamut de Alaska este un câine care gândește și calmul său glacial maschează o perspicacitate semnificativă.
Acest câine, nu se dresează absolut deloc prin nici o formă de violență. Un Malamut care a fost lovit odată nu mai are încredere în stăpânul său. Această trăsătură este tipică lupului (nu trebuie să îi înșeli încrederea nici măcar odată pentru că după, își pierde încrederea pe viitor) și este recunoscută în majoritatea studiilor pe această rasă de câine.  Este un câine extrem de inteligent și este printre singurele rase de câini care sunt capabile să ia inițiative. Deci, este un câine care gândeste și care decide dacă dorește sau nu să facă un lucru. După ce a reușit să învețe o comandă, este foarte important să se știe un lucru. Se poate ca în anumite momente să decidă că nu dorește să facă acel lucru. Acest fapt nu înseamnă că nu ascultă, ci înseamnă că a luat decizia să nu execute comanda. Mulți stăpâni "începători" au tendința să considere că trebuie să îi arate câinelui superioritate prin violență. Este greșit și nu face decât să strice relația de încredere care se creează natural între câine și stăpân. Metoda care funcționează cel mai bine este recompensarea. În caz contrar se poate observa o tendință de fugă mult mai accentuată a câinelui.
A se vedea video cu Malamut dresat fără nici o formă de violență. (réf.: )

## Utilitate
Ca și câine de companie, pentru persoanele active, cu preocupări sportive, amatoare de plimbări în teren muntos, expediții etc. Poate fi folosit la tractarea săniilor iarna și poate fi antrenat cu rezultate bune pentru a participa la concursuri canine de agilitate.